# Hexurella apachea
Hexurella apachea is een spinnensoort uit de familie Hexurellidae. De soort komt voor in de Verenigde Staten.